# De Nieuwe Gids
De Nieuwe Gids. Tweemaandelijksch Tijdschrift voor Letteren, Kunst, Politiek en Wetenschap (Le Nouveau Guide) est une revue bimensuelle des lettres, des arts, de la politique et des sciences qui parut entre 1885 et 1943 aux Pays-Bas.

## Bref historique

### Débuts
Cette revue, fondée par Frederik van Eeden, Frank van der Goes (nl), Willem Kloos, Willem Paap (qui avait proposé son titre) et Albert Verwey, dont le premier numéro sortit le 1er octobre 1885, n'était pas un périodique purement littéraire, mais servit de plateforme d'idées novatrices dans la littérature, la politique, la société et la science.  Les fondateurs s'opposèrent aux attitudes conservatrices et conventionnelles de l'époque où ils vivaient.  La revue devint rapidement l'un des plus importants périodiques de littérature et de culture générale de l'époque.
Les jeunes impliqués dans la création du Nieuwe Gids, également connus comme les Tachtigers (Les « quatre-vingtards »), étaient nés vers 1860.  Ils se réunissaient régulièrement lors des réunions de la société littéraire Flanor, fondée en 1881 à Amsterdam.  Là, ils récitaient leurs propres œuvres ; saturés d'une littérature où tout reposait sur le message moral, ils discutaient d'une littérature néerlandaise qu'il fallait, selon eux, renouveler.  Ils en avaient assez de voir la plupart des auteurs se limiter à des sujets tels que la naissance, l'amour et la vertu.  Ils ne parvenaient pas à répandre leurs idées et leurs articles littéraires hors de Flanor, car les périodiques établis, comme De Gids, fondé en 1837, ne voulaient rien savoir des points de vue modernistes d'une jeune génération, qui décida subséquemment de fonder sa propre revue, De Nieuwe Gids.  À l'automne 1885, la revue fut annoncée dans un prospectus écrit par Frank van der Goes : De Nieuwe Gids caressait le désir de devenir l'organe de la jeune génération dans le monde littéraire, scientifique et artistique des Pays-Bas.

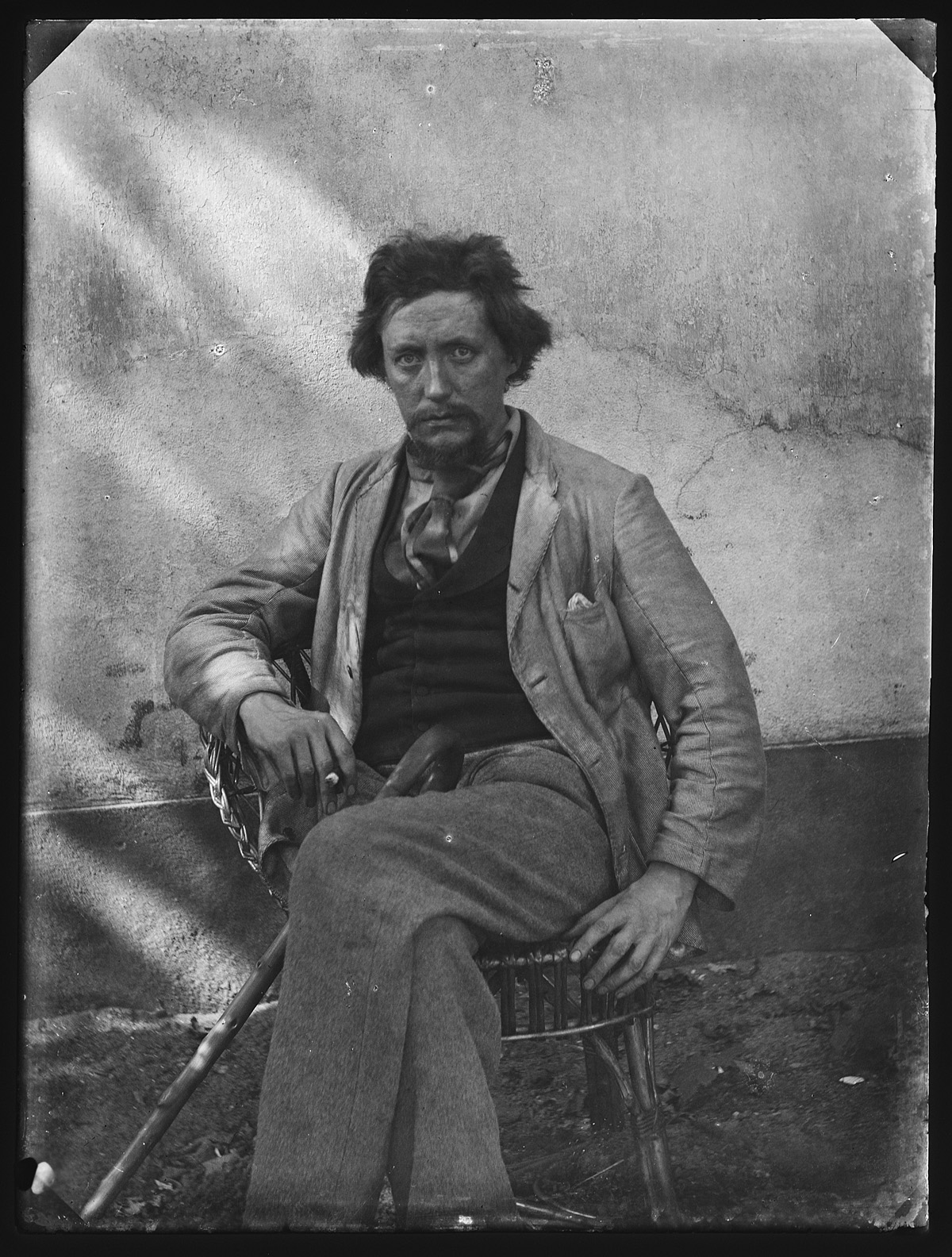
Willem Kloos à Ede, par Willem Witsen (collection du Cabinet des estampes/Centre d'études et de documentation de la photographie (SDCF) de l'université de Leyde (n° d'inv. E.106).

Le premier numéro fut publié peu après, le 1er octobre, et les idéaux poétiques des « quatre-vingtards » se manifestèrent dès le départ : ainsi, lorsqu'il écrivit un plaidoyer pour le sonnet, qui serait la forme poétique par excellence, Verwey suivit les traces de Kloos, qui avait déjà chanté son amour pour le sonnet, en 1882, dans son introduction des Gedichten (Poèmes) de Jacques Perk (nl), connue comme le manifest van Tachtig (manifeste de 1880).
Dans le troisième numéro, Kloos commença une nouvelle rubrique, intitulée Literaire kroniek (ou Chronique littéraire), où le renouveau littéraire reçut un visage beaucoup plus net. Kloos porta des coups durs à l'ancienne génération : la « clique vieillotte, aussi barbante que guindée, du Gids » (« dufdeftige oude-Gids-kliek »), qui reprochait aux jeunes d'être immoraux et incompréhensibles.  Il aspirait à une littérature où l'individuel et le subjectif figureraient au premier plan : un art élitaire par excellence.  Il formula ses conceptions littéraires encore le mieux dans le compte rendu du recueil de poésie Verzen (Vers) de Herman Gorter, publié en 1890.  Cet ouvrage de Gorter était inspiré par Lodewijk van Deyssel, qui annonça en 1886, dans sa brochure Over literatuur (De la littérature), sa nouvelle conception de la littérature.  Il voulait une littérature « sensitiviste », où seraient exprimées non pas les impressions du monde extérieur mais celles de l'âme.  Sous l'emprise de ces idées, Gorter transposait sa vie affective dans des poèmes « sensitifs ». Kloos fut plein d'éloges pour Gorter : enfin, quelqu'un qui écrivait de la poésie de la façon dont il l'envisageait. À propos des Verzen, Kloos écrivit que l'art devait être l'expression la plus individuelle de l'émotion la plus individuelle (« […] de aller-individueelste expressie van de aller-individueelste emotie […] ») ; cette phrase allait devenir la conception littéraire du Nieuwe Gids. 
« Le centre de gravité de la littérature néerlandaise s'était déplacé. Pendant trois ans, il y avait la révolution dans ce pays : révolution dans la pensée, l'imagination et le sentiment ; révolution, aussi, dans la critique, dans les romans et en vers », avait écrit Kloos en 1889, et il ne s'agissait pas là simplement de sa propre hypothèse.  En peu de temps, la littérature s'était complètement transformée.

### Querelles
Mais bientôt se produisirent les premières ruptures au sein de la rédaction, dont les membres commencèrent à se critiquer les uns les autres. Kloos et Verwey, deux amis proches qui avaient probablement aussi une relation homosexuelle, s'engagèrent dans une querelle dont le motif était les fiançailles de Verwey et de Kitty van Vloten en 1888, une décision difficile à digérer pour Kloos]. Il écrivit une série de sonnets intitulée Het boek van kind en God (Le Livre de l'enfant et de Dieu), publiée dans De Nieuwe Gids, où il reprochait à Verwey de se comporter comme un enfant ingrat envers son mentor.  En 1889, Verwey décida de quitter la rédaction. L'année suivante, Kloos publia une critique sur un recueil de poèmes de Verwey, intitulé Verzamelde gedichten, où il émet des commentaires négatifs à l'égard du talent de ce dernier.  
Les disputes naquirent vers 1890, lorsque le nom du mouvement eut été créé et la première vague d'enivrement d'une nouveauté eut été passée  Les collaborateurs les plus importants, se trouvant dans une phase de transition, s'interrogeaient sur la façon dont ils devaient procéder. Dans le domaine politique, Van der Goes et Tak se transformèrent de libéraux radicaux en socialistes après 1890. C'est grâce à leurs bons offices que De Nieuwe Gids se consacrait, plus que pendant les quatre premières années, aux développements politiques et sociaux ; et même d'un agitateur politique comme Domela Nieuwenhuis, les écrits furent publiés. Van Deyssel évolua quasiment dans le sens opposé : il se détourna du monde extérieur pour se concentrer sur sa vie intérieure  Abjurant le naturalisme, il s'intéressa davantage au mysticisme, alors que Van Eeden commença à s'occuper profondément des questions sociales. Vers la même époque, Kloos se trouvait dans une grave impasse poétique, qui aboutit à une crise personnelle. Les membres de la rédaction différaient de plus en plus d'opinion quant à la relation entre l'art et la société. D'un côté se trouvaient les Tachtigers, qui voyaient l'art et la société comme indépendants l'un de l'autre.  Diamétralement opposés à eux se positionnaient des figures de proue socialistes telles que Frank van der Goes, qui voulaient unir les deux pour réaliser un « art communautaire » au service de la société. Contrairement à ce que semble suggérer le nom, le débat sur le socialisme mené dans les années 1889-1892 au sein du Nieuwe Gids, ne se concentra pas en premier lieu sur les avantages et les inconvénients du socialisme, mais plutôt sur la question de savoir si la culture devait désormais s'orienter vers la science, la politique, la moralité ou l'art.  Inévitablement, les littérateurs « aristocratiques » (Verwey, Kloos, Van Deyssel, Van Eeden, Gorter) devaient entrer en conflit avec les politiciens égalitaristes (Lotsij, Van der Goes, Tak). Frank van der Goes opta pour la science et la politique, Lodewijk van Deyssel pour l'art et Frederik van Eeden pour la moralité. Cette bataille, qui ne fut jamais vraiment décidée, pour l'orientation de la nouvelle unité, demeurant d'actualité, allait réapparaître au XXe siècle sous différentes formes et dans diverses revues.

### Déclin
Mais ces conceptions opposées conduisirent finalement au déclin de la revue en 1894 : en cette année, Tak, Van der Goes et Van Eeden donnèrent leur démission, après quoi Kloos fut renforcé par Tideman et Boeken au sein de la rédaction. Quoique ne ressemblant en rien au périodique controversé de la période du début, la publication fut donc poursuivie par Kloos. En 1909, le Nieuwe Gids reprit la revue De XXe Eeuw (Le XXe Siècle).  Le numéro d'octobre 1925, sous la rédaction de Boeken, Van Deyssel, Erens, Kloos et Van Loo, fut conçu comme un fascicule historique (Historische Aflevering). En 1938, après la mort de Kloos, la vente de la revue] à un nouvel éditeur, qui nomma un rédacteur sympathisant avec le fascisme, donna lieu à des protestations de 28 collaborateurs qui refusaient de coopérer. À partir de 1939, la rédaction se composait de Lodewijk van Deyssel, Martien Beversluis, Dr Alfred Haighton, Louis Knuvelder et H.G. Schmitz, avec Jeanne Kloos comme secrétaire.  En 1943, après la mort de Haighton, la revue cessa d'être publiée.

## Ressources

### Sources
- (nl) Cees Klapwijk (dir.), De Nieuwe Gids. Tweemaandelijksch Tijdschrift voor Letteren, Kunst, Politiek en Wetenschap (1885-1894), [En ligne], [s. d.], [www.literatuurgeschiedenis.nl].
- (nl) Frans Ruiter et Wilbert Smulders, Literatuur en moderniteit in Nederland 1840-1990, Amsterdam/Anvers, De Arbeiderspers, 1996, p. 134-135.
- (nl) Goverdus Henricus 'S-Gravesande, De geschiedenis van De Nieuwe Gids, 2e impr., Arnhem, Van Loghum Slaterus, 1956, p. 4, 18-21, 61.
- (nl) Kornelis Ter Laan, Letterkundig woordenboek voor Noord en Zuid, 2e impr., La Haye/Jakarta, G.B. van Goor Zonen's Uitgeversmaatschappij, 1952, p. 178.